# 路易森湖
52°0′44″N 8°5′10.50″E / 52.01222°N 8.0862500°E
路易森湖（德語：Louisensee），是德國的湖泊，位於該國西部，由北萊茵-威斯特法倫州負責管轄，處於費爾斯莫爾德，面積0.09平方公里，海拔高度67米，最大水深3米。